# Charles Bossut

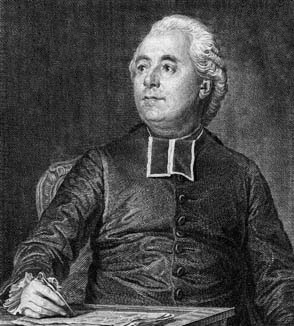
Charles Bossut

Charles Bossut (* 11. August 1730 in Tartaras; † 14. Januar 1814 in Paris) war ein französischer Mathematiker und Ingenieur und Experte für Hydrodynamik.

## Leben und Werk
Bossut verlor früh seinen Vater und wuchs bei seinem Onkel auf. Mit vierzehn Jahren besuchte er das Jesuitenkolleg in Lyon und hatte dort denselben Mathematiklehrer Père Bèraud wie Jean-Étienne Montucla, der fünf Jahre älter war, und der zwei Jahre jüngere Jérôme Lalande. Nach Empfang der niederen Weihen zum Abbé setzte er sein Mathematikstudium in Kontakt mit Jean-Baptiste le Rond d’Alembert (Bossut war einer seiner wenigen Schüler), Charles Étienne Louis Camus und Alexis-Claude Clairaut fort. 1753 wurde er korrespondierendes Mitglied der Academie des Sciences auf Einfluss von d’Alembert hin. 1752 wurde er Mathematikprofessor an der Pionierschule (École du Génie) in Mézières, die 1748 gegründet worden war (später wurde sie von Lazare Carnot, der dort ebenfalls studierte, nach Metz verlegt). Zu seinen Schülern dort zählten Charles Augustin de Coulomb und Jean-Charles de Borda. Sein Nachfolger wurde 1769 Gaspard Monge, der 1765 als Zeichner und Vermesser an die Ingenieursakademie kam. Bossut hatte ihn bei seiner ersten 1769 veröffentlichten Arbeit über Evolute von Kurven ermutigt. Bossut blieb, auch nachdem er seinen Lehrstuhl 1768 aufgab (als Akademiemitglied war er unabhängig und musste in Paris sein), Examinator der Schule bis 1794. Im Jahre 1774 schuf der Finanzminister Anne Robert Jacques Turgot auf Anregung des mit ihm und Bossut befreundeten Marquis de Condorcet einen Lehrstuhl für Hydrodynamik am Louvre in Paris, den Bossut bis 1780 innehatte. Er war auch Examinator an der École polytechnique.
1762 gewann der den großen Preis der Akademie mit einem Aufsatz über den hypothetischen Flüssigkeitswiderstand der Planeten beim Umlauf um die Sonne (das war ein Bestandteil der Dynamik von René Descartes und auch Isaac Newton befasste sich mit dem Widerstand von Körpern in Flüssigkeiten in der Principia) und er gewann den Preis der Akademie auch 1761 und 1765 (allein oder mit anderen) sowie Preise der Akademien von Lyon und Toulouse. Er nahm mit d’Alembert und Condorcet 1775 an Experimenten über Flüssigkeitswiderstand teil.
Er war damals in Frankreich für verschiedene Lehrbücher der Mechanik und Mathematik bekannt. Bossut gab auch die Werke von Blaise Pascal 1779 in fünf Bänden heraus (erschienen in Den Haag). Er wirkte am mathematischen Teil der Encyclopédie ou Dictionnaire raisonné des sciences, des arts et des métiers unter d´Alembert und Denis Diderot und trug zur Encyclopédie méthodique bei. 1802 erschien seine Mathematikgeschichte, die aber nicht an die von Montucla heranreichte.
Er war Mitglied der Akademien in Turin, Bologna, Göttingen (seit 1766) und St. Petersburg (Ehrenmitglied).
Sein Biograph Gillmor bezeichnet ihn als wenig bedeutend als Mathematiker oder Physiker, seine Lehrbücher waren aber verbreitet. Er heiratete nie und soll zuletzt Kontakte gemieden haben.

## Schriften
- Traité élémentaire de méchanique et de dinamique appliqué principalement aux mouvements des machines. Thesin, Charleville 1763. (Digitalisat)
- Traité élémentaire d’hydrodynamique. Jombert, Paris 1771. (Digitalisat Band 1), (Band 2)
- Traité théorique et expérimental d’hydrodynamique. Imprimerie Royale, Paris 1786, 1787. (Band 1), (Band 2)
- Traité élémentaire de méchanique statique. Jombert, Paris 1772. (Digitalisat)
- Cours complet de mathématiques. 1765, 1781.
- Mécanique en général. 1792.
- Essai sur l’histoire générale des mathématiques. Louis, Paris 1802. (Digitalisat Band 1), (Band 2)
- Mémoires de mathématiques, concernant la navigation, l’astronomie physique, l’histoire… par Charles Bossut. Paris, 1812. (Gesammelte Aufsätze)